# NGC 6762
NGC 6762 (ook: NGC 6763) is een spiraalvormig sterrenstelsel in het sterrenbeeld Draak. Het hemelobject werd op 30 augustus 1883 ontdekt door de Amerikaanse astronoom Lewis A. Swift.

## Synoniemen
- UGC 11405
- ZWG 323.9
- PGC 62757